# Liste der Biografien/Muc
Liste der Biografien |
Portal Biografien |
Personensuche
# |
A |
B |
C |
D |
E |
F |
G |
H |
I |
J |
K |
L |
M |
N |
O |
P |
Q |
R |
S |
T |
U |
V |
W |
X |
Y |
Z |
?
 
Ma |
Mb |
Mc |
Md |
Me |
Mf |
Mg |
Mh |
Mi |
Mj |
Mk |
Ml |
Mm |
Mn |
Mo |
Mp |
Mq |
Mr |
Ms |
Mt |
Mu |
Mv |
Mw |
Mx |
My |
Mz
 
Mua |
Mub |
Muc |
Mud |
Mue |
Muf |
Mug |
Muh |
Mui |
Muj |
Muk |
Mul |
Mum |
Mun |
Muo |
Mup |
Muq |
Mur |
Mus |
Mut |
Muu |
Muv |
Muw |
Mux |
Muy |
Muz
Die Liste der Biografien führt alle Personen auf, die in der deutschsprachigen Wikipedia einen Artikel haben. Dieses ist eine Teilliste mit 264 Einträgen von Personen, deren Namen mit den Buchstaben „Muc“ beginnt.

## Muc
- Muc, Sylvia Agnes (* 1973), deutsche Schauspielerin

### Muca
- Muça, Selim († 2016), albanischer islamischer Gelehrter
- Mucari, Carlo (* 1955), italienischer Schauspieler
- Mucarsel-Powell, Debbie (* 1971), US-amerikanische Politikerin

### Mucc
- Mucchi, Gabriele (1899–2002), italienischer Maler, Grafiker und Architekt
- Mucchi-Wiegmann, Jenny (1895–1969), deutsche Bildhauerin
- Mucci, Celeste (* 1999), australische Leichtathletin
- Mucci, Louis (1909–2000), US-amerikanischer Jazztrompeter
- Muccin, Gioacchino (1899–1991), italienischer Geistlicher und Bischof von Belluno e Feltre
- Muccinelli, Ermes (1927–1994), italienischer Fußballspieler
- Muccino, Gabriele (* 1967), italienischer Regisseur, Drehbuchautor und SchauspielerGabriele Muccino (* 1967)

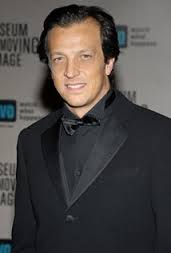
Gabriele Muccino (* 1967)

- Muccioli, Anna Maria (* 1964), san-marinesische Politikerin
- Muccioli, Bruno (* 1960), san-marinesischer Fußballspieler
- Muccioli, Claudio (* 1958), san-marinesischer Politiker
- Muccioli, Gregorio (1773–1837), italienischer Kurienbischof
- Mucciolo, Antônio Maria (1923–2012), brasilianischer römisch-katholischer Geistlicher, Erzbischof von Botucatu
- Mucco (* 1999), deutscher Rapper

### Muce
- Mucea, Vasile (1933–2011), rumänischer Violinist und Sänger
- Mucelli, Davide (* 1986), italienischer Radrennfahrer

### Much
- Much, Christian Walter (* 1953), deutscher Diplomat
- Much, Emil (1904–1982), deutscher Politiker (SPD), MdA
- Much, Franka (* 1975), deutsche Schauspielerin
- Much, Hans (1880–1932), Arzt und Schriftsteller
- Much, Holger (* 1968), deutscher Künstler, Buchillustrator, Musiker, Autor und Journalist
- Much, Matthäus (1832–1909), österreichischer Heimat- und Vorgeschichtsforscher
- Much, Placidus (1685–1756), österreichischer Benediktiner, Abt
- Much, Rudolf (1862–1936), österreichischer Philologe
- Mucha, Alfons (1860–1939), tschechischer Plakatkünstler, Grafiker, Illustrator, Maler und KunstgewerblerAlfons Mucha (1860–1939)

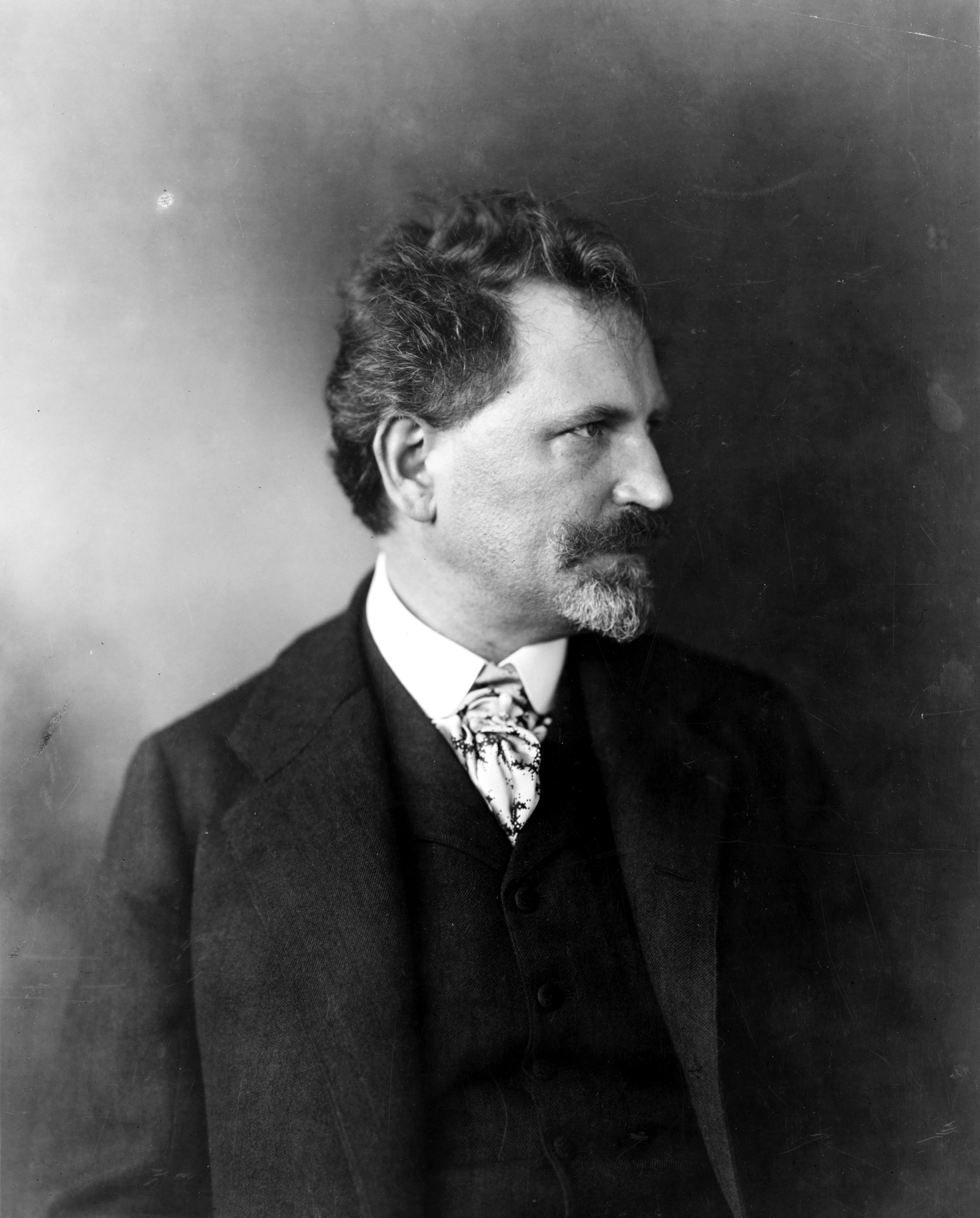
Alfons Mucha (1860–1939)

- Mucha, Anna (* 1980), polnische Schauspielerin und Journalistin
- Mucha, Barbara (* 1968), österreichische Verlegerin
- Mucha, Christian (* 1945), deutscher Sportmediziner, Hochschullehrer
- Mucha, Christian W. (* 1954), österreichischer Verleger
- Mucha, Geraldine (1917–2012), britisch-tschechische Komponistin
- Mucha, Ján (* 1982), slowakischer Fußballtorhüter
- Mucha, Jiří (1915–1991), tschechischer Kosmopolit, Schriftsteller, Publizist und Drehbuchautor
- Mucha, Joanna (* 1976), polnische Politikerin (PO), Mitglied des Sejm, Ministerin für Sport und Touristik
- Mucha, Max (* 1989), polnischer Jazzmusiker (Bass)
- Mucha, Ralf (* 1963), deutscher Sozialarbeiter und Politiker (SPD), MdL
- Mucha, Reinhard (* 1950), deutscher Künstler (Konzeptkunst, Bildhauerei, Objekte, Installationen, Fotografie)
- Mucha, Robert (* 1987), deutscher römisch-katholischer Theologe
- Mucha, Sabine (* 1962), deutsche Schauspielerin und ehemaliges Model sowie Playmate
- Mucha, Stanisław (1895–1976), polnischer FotografStanisław Mucha (1895–1976)

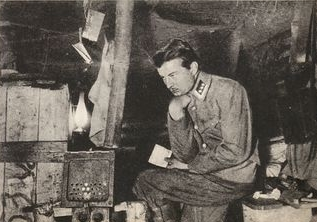
Stanisław Mucha (1895–1976)

- Mucha, Stanisław (* 1970), polnischer Dokumentarfilmregisseur
- Mucha, Wolfram (1941–2019), deutscher Schauspieler
- Muchabaiwa, Alexio Churu (1939–2024), simbabwischer Geistlicher, römisch-katholischer Bischof von Mutare
- Muchall-Viebrook, Thomas (1881–1963), deutscher Kunsthistoriker
- Muchambetow, Archimed (* 1972), kasachischer Politiker
- Muchamedjarow, Nail (* 1962), sowjetisch-ukrainischer Gewichtheber
- Muchamedschanow, Kamaltin (* 1948), kasachischer Politiker
- Muchamedschanow, Oral (1948–2013), kasachischer Politiker
- Muchamedschanow, Sakir (1921–2012), sowjetischer Schauspieler
- Muchametow, Rinal Albertowitsch (* 1989), russischer Schauspieler
- Muchametschanow, Bauyrschan (* 1960), kasachischer Diplomat und Politiker
- Muchametschin, Igor Timerbulatowitsch (* 1963), russischer Admiral und Stabschef der Baltischen Flotte
- Muchametschin, Rafik Muchametschowitsch (* 1955), tatarischer Historiker und Politikwissenschaftler
- Muchamore, Robert (* 1972), britischer AutorRobert Muchamore (* 1972)

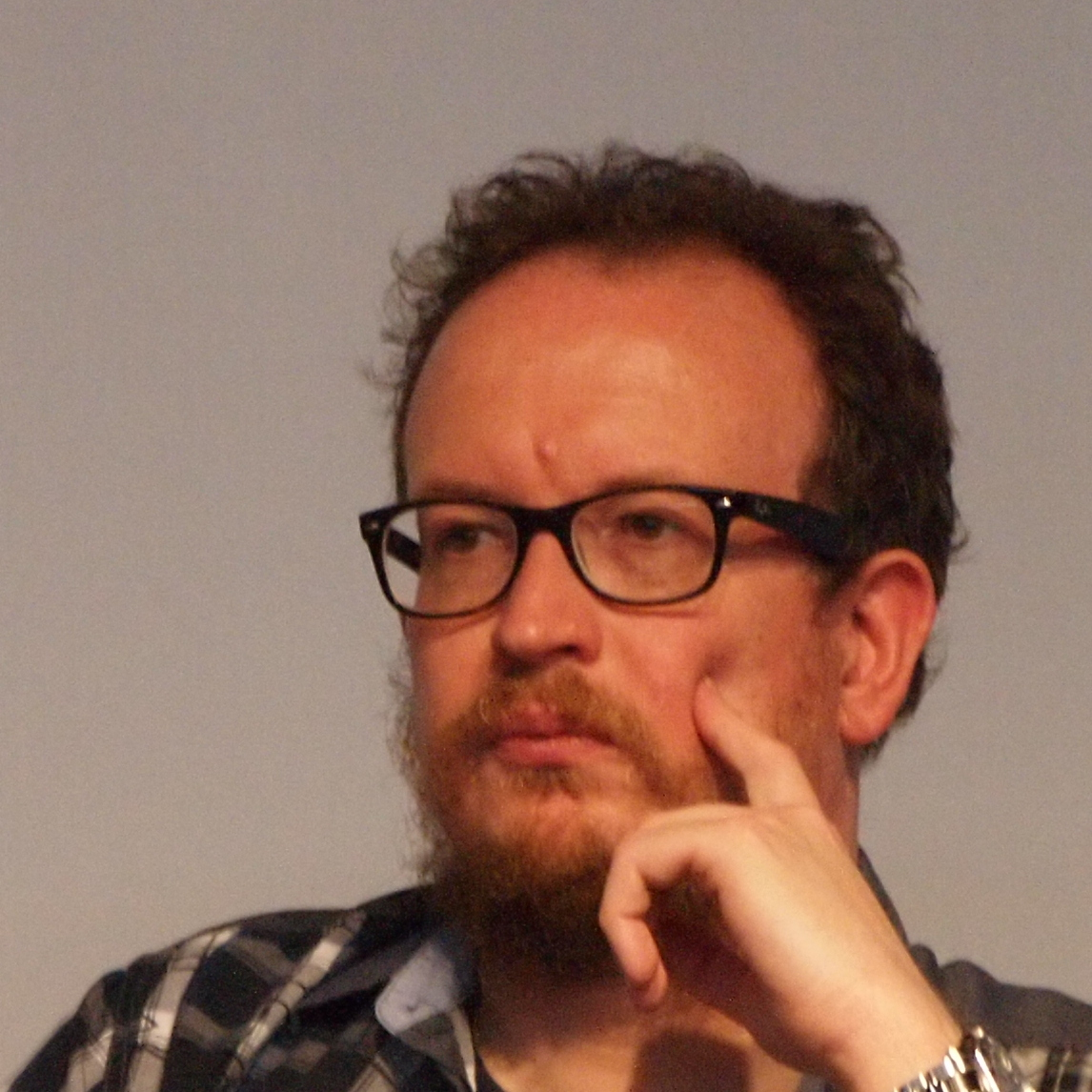
Robert Muchamore (* 1972)

- Muchanga, Albert M. (* 1959), sambischer Politiker und Diplomat
- Muchanow, Wjatscheslaw Fjodorowitsch (* 1956), russischer Astrophysiker
- Muchanow, Wladimir Wassiljewitsch (* 1954), russischer Fußballtrainer
- Muchar, Albert (1786–1849), österreichischer Benediktiner, Historiker und Schriftsteller
- Mucharski, Arkadiusz (1853–1899), polnischer Musiker, Karikaturist und Maler
- Muchatschew, Stanislaw (* 1985), russisch-bulgarischer Eishockeyspieler
- Muchatschow, Andrei Sergejewitsch (* 1980), russischer Eishockeyspieler
- Muchatschowa, Ljubow Alexejewna (* 1947), sowjetische Skilangläuferin
- Muchavo, Maria (* 1992), mosambikanische Athletin
- Muche, Bodo (1939–2017), deutsch-australischer Bronzebildhauer
- Muche, Christin (* 1983), deutsche Bahnradsportlerin
- Muche, Christopher (* 1992), deutscher Radrennfahrer
- Muche, Georg (1895–1987), deutscher Maler, Graphiker, BauhausstilGeorg Muche (1895–1987)

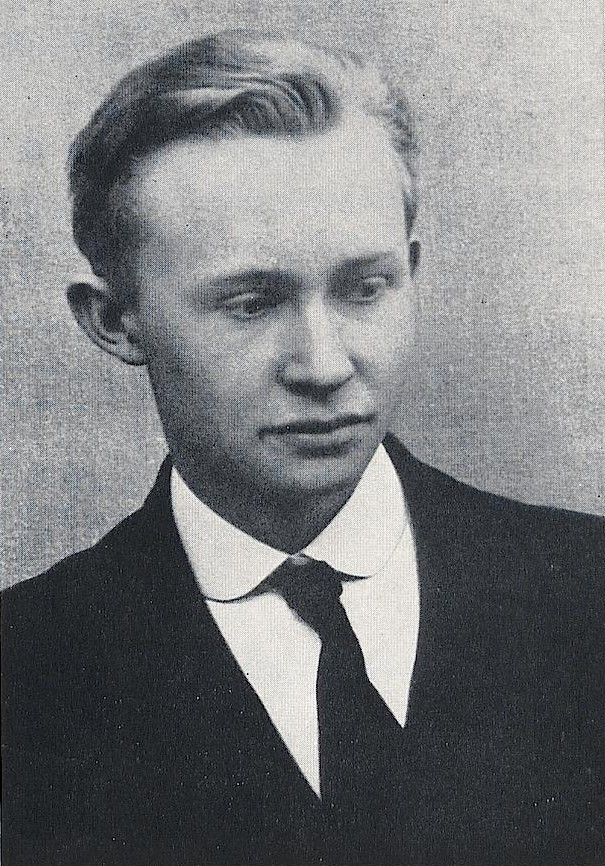
Georg Muche (1895–1987)

- Muche, Heinrich (* 1649), deutscher Maler und Ostasienreisender (Java, Japan)
- Muche, Jürgen (1951–2019), deutscher Fußballtorhüter und Pädagoge
- Muche, Klara (1851–1926), deutsche Naturheilkundlerin
- Muche, Matthias (* 1972), deutscher Posaunist und Medienkünstler
- Muche, Werner Heinz (1911–1987), deutscher Entomologe (Insektenkundler)
- Muche-Ramholz, Felix (1868–1947), deutscher Maler
- Muchembled, Robert (* 1944), französischer Historiker
- Muchen Könchog Gyeltshen (1388–1469), 2. Abt des Ngor-Klosters
- Muchenberger, Benjamin (1823–1876), deutscher Glockengießer
- Muchenberger, Joseph (1791–1863), deutscher Glockengießer
- Muchenberger, Pius (* 1814), deutscher Glockengießer
- Muchetdinow, Damir Waissowitsch (* 1977), russischer islamischer Geistlicher, Politologe und Politiker
- Muchie, Zemenu (* 2000), israelischer Hindernisläufer
- Muchin, Alexander (* 1998), kasachischer Biathlet
- Muchin, Alexander Olegowitsch (* 2002), russischer Fußballspieler
- Muchin, Fjodor Nikanorowitsch (1878–1919), russischer Revolutionär
- Muchin, Igor Wladimirowitsch (* 1961), russischer Fotograf
- Muchin, Juri Walerjewitsch (* 1971), sowjetischer und russischer Schwimmer
- Muchin, Lew Dmitrijewitsch (1936–1977), sowjetischer Boxer
- Muchin, Maxim Andrejewitsch (* 2001), russischer Fußballspieler
- Muchin, Nikolai (* 1955), sowjetischer und russischer Maler und Bildhauer
- Muchin, Rinat (* 1994), kasachischer Skilangläufer
- Muchin-Koloda, Mykola (1916–1962), ukrainischer Bildhauer und Professor
- Muchina, Jelena Wjatscheslawowna (1960–2006), russische TurnerinJelena Wjatscheslawowna Muchina (1960–2006)

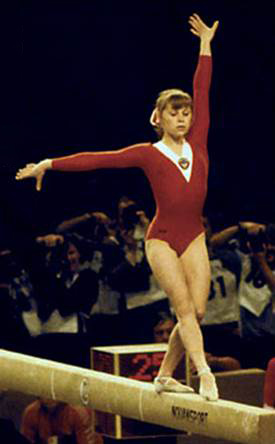
Jelena Wjatscheslawowna Muchina (1960–2006)

- Muchina, Jelena Wladimirowna (1924–1991), russische Arbeiterin und Tagebuchschreiberin
- Muchina, Wera Ignatjewna (1889–1953), sowjetische Bildhauerin
- Muchinguri, Oppah (* 1958), simbabwische Politikerin
- Muchitdinow, Elnur (* 1993), kasachischer Sprinter
- Muchitdinow, Nuritdin Akramowitsch (1917–2008), usbekischer und sowjetischer Politiker
- Muchitow, Nasim Garifullowitsch (* 1942), sowjetischer Biathlet
- Muchitsch, Hans (1881–1958), österreichischer Politiker (SPÖ), Abgeordneter zum Nationalrat
- Muchitsch, Hans (1932–2019), österreichischer Zehnkämpfer, Hürdenläufer, Weitspringer und Sprinter
- Muchitsch, Josef (* 1967), österreichischer Politiker (SPÖ), Abgeordneter zum NationalratJosef Muchitsch (* 1967)

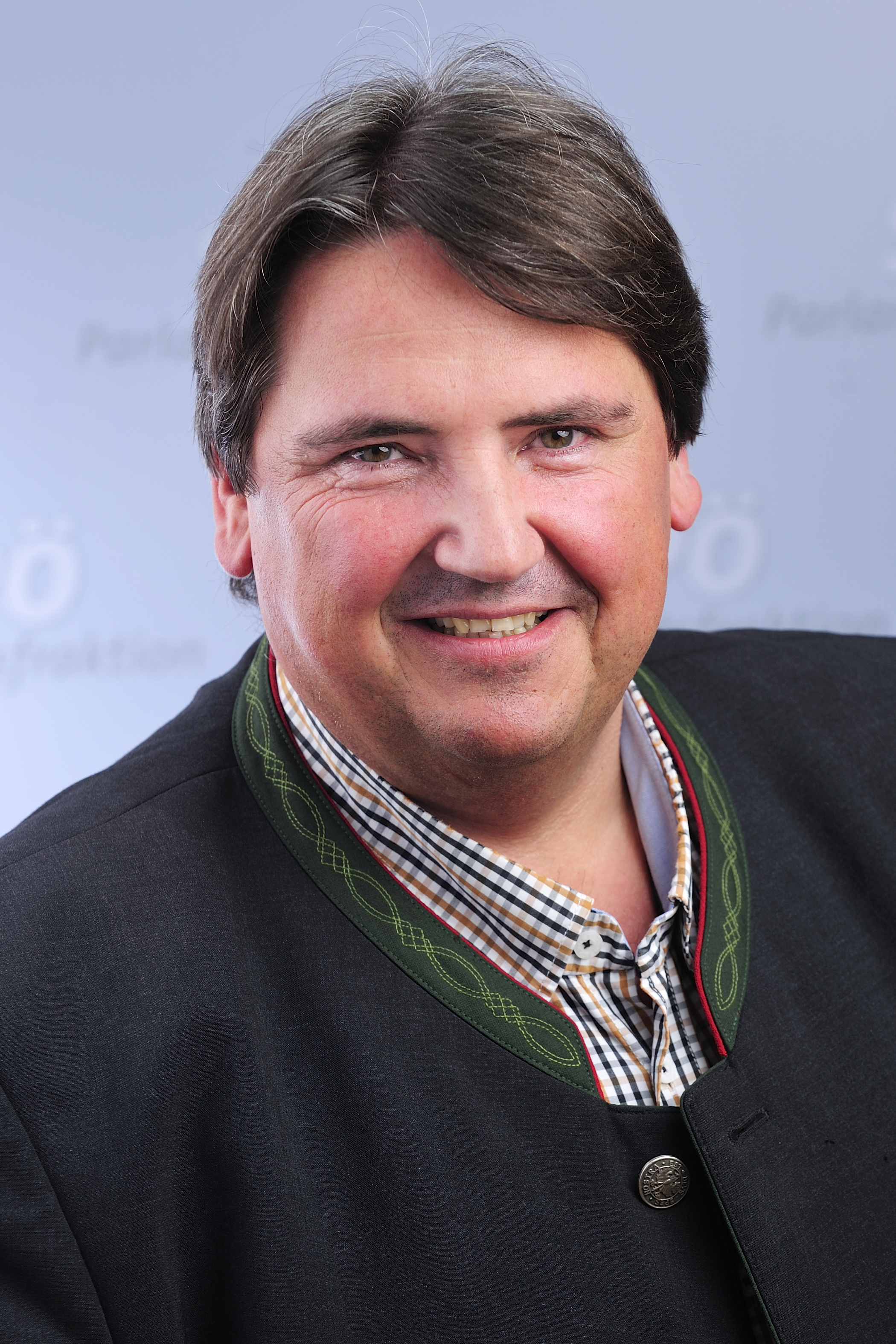
Josef Muchitsch (* 1967)

- Muchitsch, Vinzenz (1873–1942), österreichischer Politiker, Abgeordneter zum Nationalrat, Landtagsabgeordneter
- Muchitsch, Wolfgang (* 1963), österreichischer Museumsleiter
- Müchler, Günter (* 1946), deutscher Journalist
- Müchler, Johann Georg (1724–1819), deutscher Pädagoge, Publizist und Übersetzer
- Müchler, Karl Friedrich (1763–1857), deutscher Schriftsteller
- Muchlinski, Anton Ossipowitsch (1808–1877), russischer Orientalist und Turkologe
- Muchmore, Pat (* 1976), US-amerikanischer Komponist
- Muchmore, William B. (1920–2017), US-amerikanischer Arachnologe
- Muchnic, Suzanne (* 1940), US-amerikanische Kunstkritikerin
- Muchniewski, Zygmunt (1896–1979), polnischer Politiker und Ministerpräsident der Exilregierung
- Muchoki, Stephen (* 1956), kenianischer Boxer
- Muchometow, Ildar Rafekowitsch (* 1972), russischer Eishockeytorwart
- Muchortowa, Marija Wladimirowna (* 1985), russische Eiskunstläuferin
- Muchová, Karolína (* 1996), tschechische TennisspielerinKarolína Muchová (* 1996)

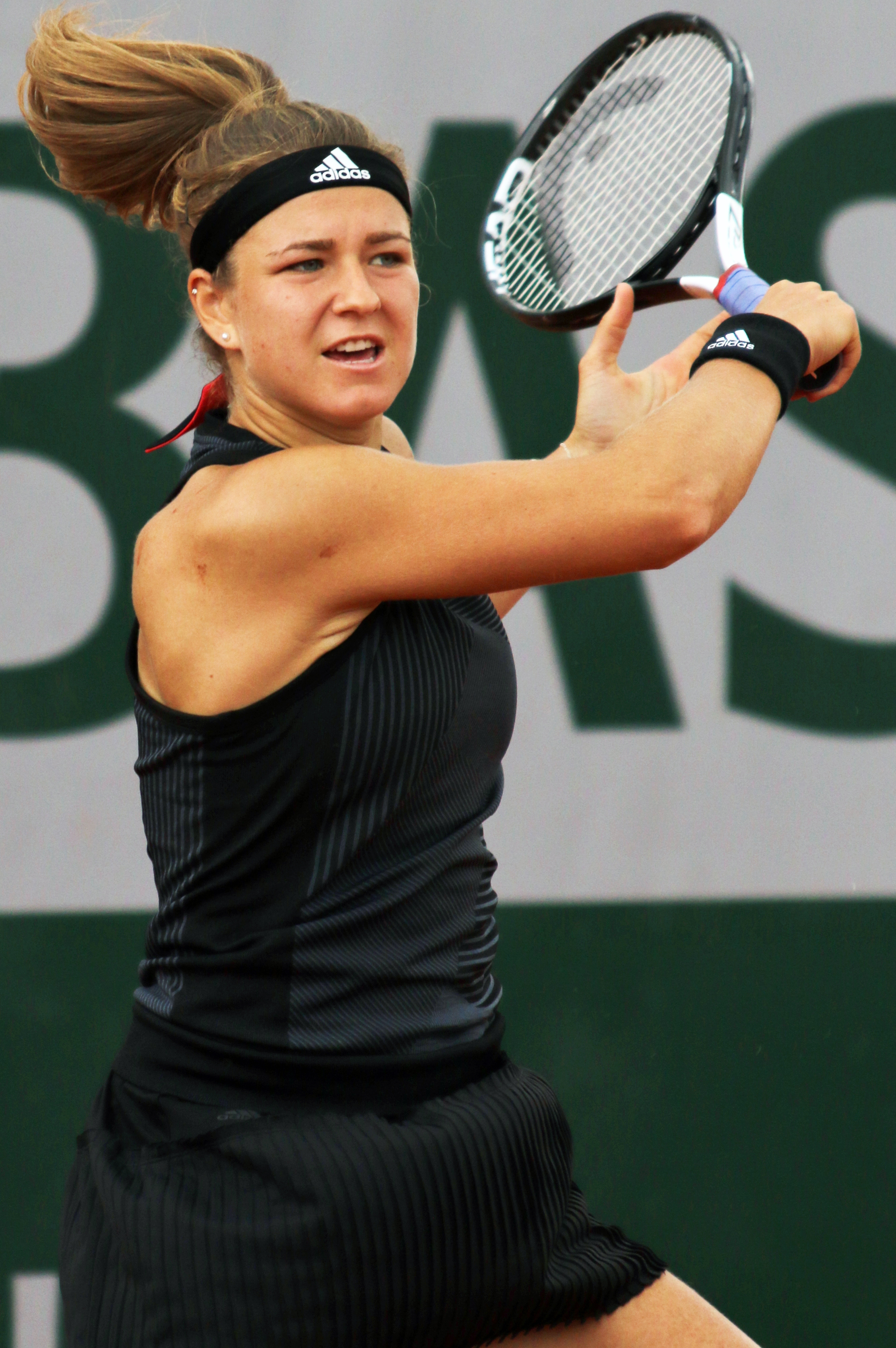
Karolína Muchová (* 1996)

- Muchow, Hans Heinrich (1900–1981), deutscher Psychologe und Pädagoge
- Muchow, Martha (1892–1933), deutsche Pädagogische Psychologin
- Muchow, Reinhold (1905–1933), deutscher NS-Sozialpolitiker
- Muchow, Rolf (* 1951), deutscher Fußballspieler
- Muchow, Rudolf (1889–1962), deutscher Maler und Zeichner des Expressionismus
- Muchow, Wolfgang (1933–2002), deutscher Maler, Zeichner und Kunsterzieher
- Muchsel, Rudolf (1860–1945), österreichischer Regierungsbeamter und Komponist
- Muchtār ibn Abī ʿUbaid, al- († 687), Anführer eines pro-alidischen Aufstandes in Kufa
- Muchtarbekuly, Schassulan (* 1984), kasachischer Ringer
- Muchtarow, Muchtar (* 1986), kasachischer Fußballspieler

### Muci
- Muçi, Ernest (* 2001), albanischer Fußballspieler
- Muci, Nikolas (* 2003), Schweizer Fussballspieler
- Mucia Tertia, römische Matrona
- Mucic, Luka (* 1971), deutscher Manager
- Mucina, Ladislav (* 1956), slowakischer Botaniker
- Muciño, César (1972–2003), mexikanischer Radrennfahrer
- Muciño, Juan Pablo, mexikanischer Fußballspieler
- Muciño, Luis (* 1936), mexikanischer Radrennfahrer
- Muciño, Octavio (1950–1974), mexikanischer Fußballspieler
- Mucio, Miguel (1902–1945), spanischer Radrennfahrer
- Mucius Scaevola, Publius, römischer Politiker, Konsul 175 v. Chr.
- Mucius Scaevola, Publius (180 v. Chr.–115 v. Chr.), römischer Jurist
- Mucius Scaevola, Quintus, römischer Konsul und Politiker
- Mucius Scaevola, Quintus († 87 v. Chr.), Augur, Jurist und Lehrer Ciceros
- Mucius Scaevola, Quintus († 82 v. Chr.), römischer Konsul, Prokonsul von Asia, Lehrer Ciceros

### Muck
- Muck, Andor (1882–1931), ungarischer Forstwissenschaftler
- Muck, Andreas Johann (1851–1925), böhmisch-ungarischer Forstwissenschaftler
- Muck, Anna-Katharina (* 1969), deutsche SchauspielerinAnna-Katharina Muck (* 1969)

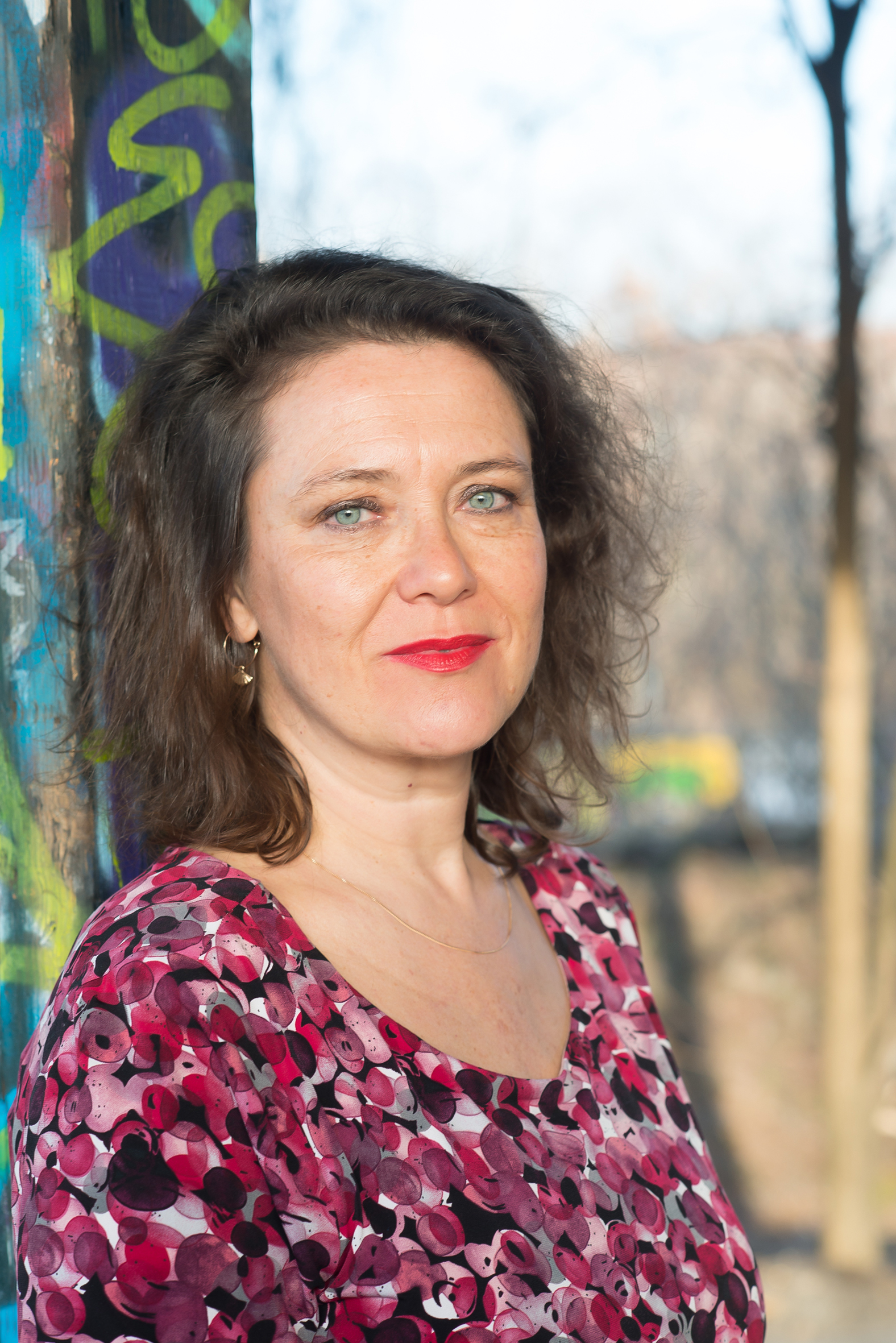
Anna-Katharina Muck (* 1969)

- Mück, Antonia (1912–1942), österreichischer Widerstandskämpfer gegen den Nationalsozialismus
- Muck, Daniel (* 1976), deutscher Schauspieler
- Muck, Daniel (* 1990), österreichischer Dirigent und Komponist
- Muck, Desa (* 1955), slowenische Schriftstellerin
- Mück, Flurin (* 1992), Schweizer Jazzmusiker (Schlagzeug)
- Mück, Franz (1898–1957), deutscher Musiker, Komponist und Arrangeur
- Mück, Franz (1909–1985), deutscher Boxtrainer
- Mück, Fridolin (1875–1949), österreichischer Politiker (CSP), Landtagsabgeordneter
- Muck, Friedrich von (1824–1899), bayerischer General der Infanterie, Generaladjutant
- Muck, Fritz (1837–1891), deutscher Chemiker
- Mück, Hajo (* 1947), deutscher Künstler
- Mück, Hans-Dieter (* 1947), deutscher Kunsthistoriker und Sachbuchautor
- Mück, Heidi (* 1964), Schweizer Politikern (BastA)
- Mück, Hein (1895–1967), Bremerhavener Stadtoriginal
- Mück, Hein (1941–2024), deutscher Boxsportler
- Muck, Herbert (1924–2008), österreichischer Autor, Kunsthistoriker und Theologe mit den Schwerpunkten Liturgie und Architektur
- Mück, Holger (* 1975), deutscher Solotrompeter und Leiter eines Blasorchesters
- Mück, Holmar Attila (* 1944), deutscher Rundfunk-, Film- und Fernsehautor und Regisseur
- Muck, Jenny-Marie (* 1979), deutsche Schauspielerin
- Muck, Johann von, österreichischer Jurist und Politiker
- Mück, Johannes (1831–1919), deutsch-dänischer Landschaftsmaler
- Muck, Karl (1859–1940), deutscher DirigentKarl Muck (1859–1940)

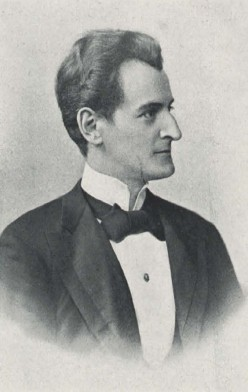
Karl Muck (1859–1940)

- Mück, Matthias (* 1967), deutscher Organist
- Muck, Michael (* 1984), deutscher Radrennfahrer
- Muck, Oskar (* 1948), deutscher Degenfechter
- Muck, Otto (1892–1956), österreichischer Techniker und Wissenschaftler
- Muck, Otto (1928–2024), österreichischer römisch-katholischer Theologe und Philosoph
- Muck, Peter (1919–2011), deutscher Musiker
- Muck, Richard (1878–1945), sudetendeutscher Forstmann und Schriftsteller
- Mück, Werner (* 1945), österreichischer Fernsehjournalist
- Mück, Wolfgang (* 1939), deutscher Historiker, Pädagoge, Kommunalpolitiker (SPD)
- Muck-Lamberty, Friedrich (1891–1984), deutscher Kunsthandwerker und InflationsheiligerFriedrich Muck-Lamberty (1891–1984)

Friedrich Muck-Lamberty (1891–1984)

- Mückain, Olaf (* 1965), deutscher Kunsthistoriker
- Muckalt, Bill (* 1974), kanadischer Eishockeyspieler und -trainer
- Mücke, Albert (1894–1958), deutscher Politiker und Widerstandskämpfer gegen den Nationalsozialismus
- Mücke, Alexander Eduard von (1815–1883), königlich-sächsischer Jurist
- Mücke, André (* 1983), deutscher Eishockeyspieler
- Mucke, Andreas (* 1966), deutscher Politiker (SPD)
- Mücke, Carl (1815–1898), deutsch-australischer Reformpolitiker, Pastor, Zeitungsverleger und Autor
- Mücke, Curt (1885–1940), deutscher Maler und Grafiker
- Mucke, Dieter (1936–2016), deutscher Lyriker und Schriftsteller
- Mücke, Dietrich (1920–2014), deutscher Mediziner
- Mücke, Dorothea von (* 1957), deutsche Literaturhistorikerin und Hochschullehrerin
- Mücke, Ernst-Detlef (* 1944), deutscher Lehrer
- Mücke, Eva (1937–2023), deutsche Modedesignerin und Modegrafikerin
- Mücke, Friedrich (* 1981), deutscher Schauspieler und SynchronsprecherFriedrich Mücke (* 1981)

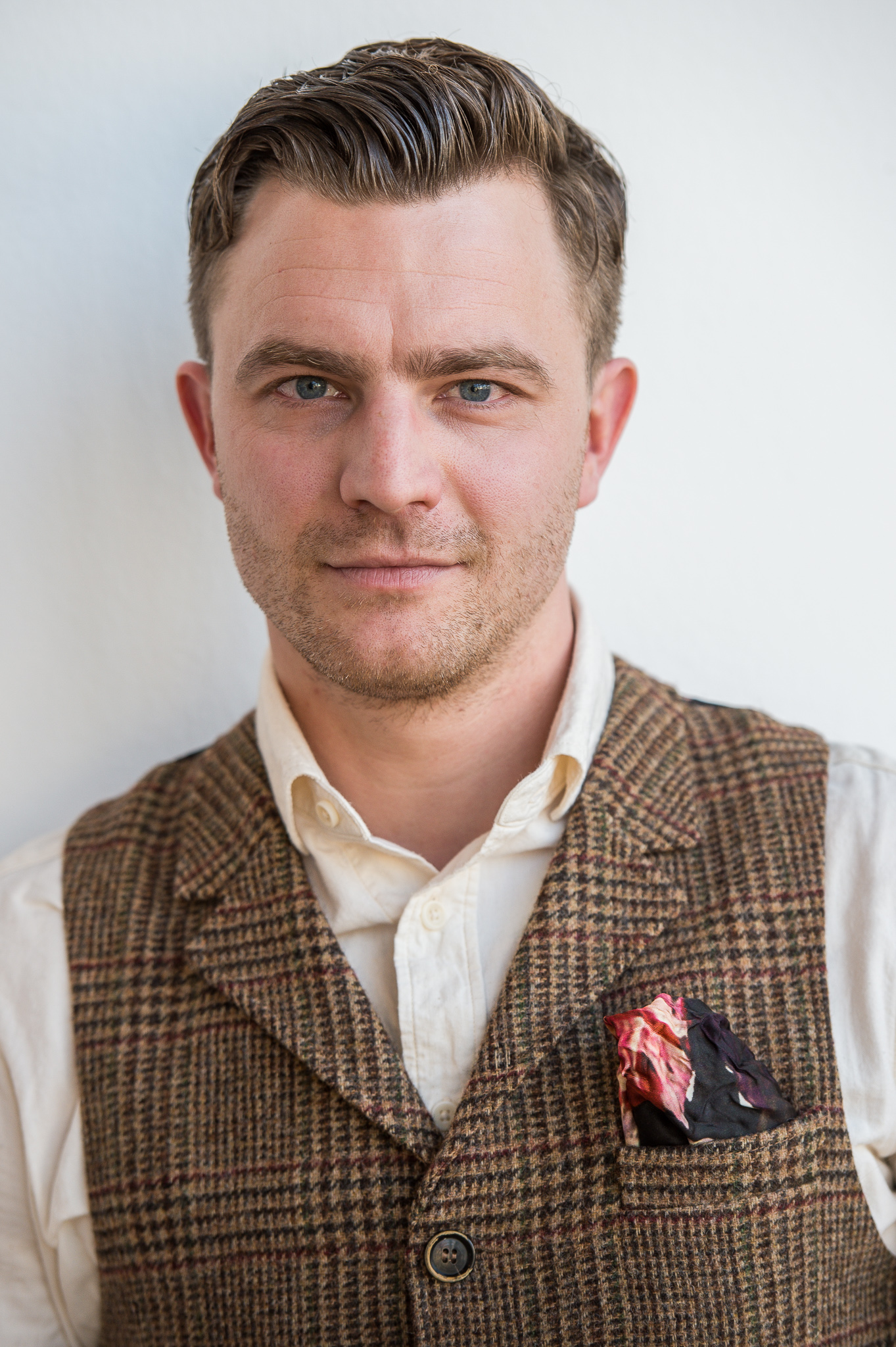
Friedrich Mücke (* 1981)

- Mücke, Friedrich August (* 1788), protestantischer Theologe, Schriftsteller
- Mucke, Gustav (1861–1940), deutscher Architekt
- Mücke, Gustav (1907–2006), deutscher Archivar
- Mücke, Harald (* 1968), deutscher Spieleverleger und -autor
- Mücke, Heinrich (1806–1891), deutscher Freskenmaler
- Mücke, Heinz (* 1918), deutscher Fußballspieler
- Mücke, Hellmuth von (1881–1957), deutscher Marineoffizier, Schriftsteller und Politiker
- Mucke, Hermann (1935–2019), österreichischer Astronom
- Mücke, Jan (* 1973), deutscher Politiker (FDP), MdB
- Mücke, Johann Heinrich (1735–1799), deutscher Pädagoge und Philologe
- Mücke, Karl (1847–1923), deutscher Genre- und Tiermaler der Düsseldorfer Schule
- Mücke, Louis (1879–1967), Landtagsabgeordneter Waldeck
- Mücke, Manfred (* 1944), deutscher Radrennfahrer
- Mucke, Manuela (* 1975), deutsche Kanutin
- Mucke, Maria (1919–2018), deutsche Sängerin und Schauspielerin
- Mücke, Michael (* 1953), deutscher Volleyball-Trainer
- Mücke, Panja (* 1970), deutsche Musikwissenschaftlerin
- Mücke, Peter (* 1946), deutscher Auto-RennfahrerPeter Mücke (* 1946)

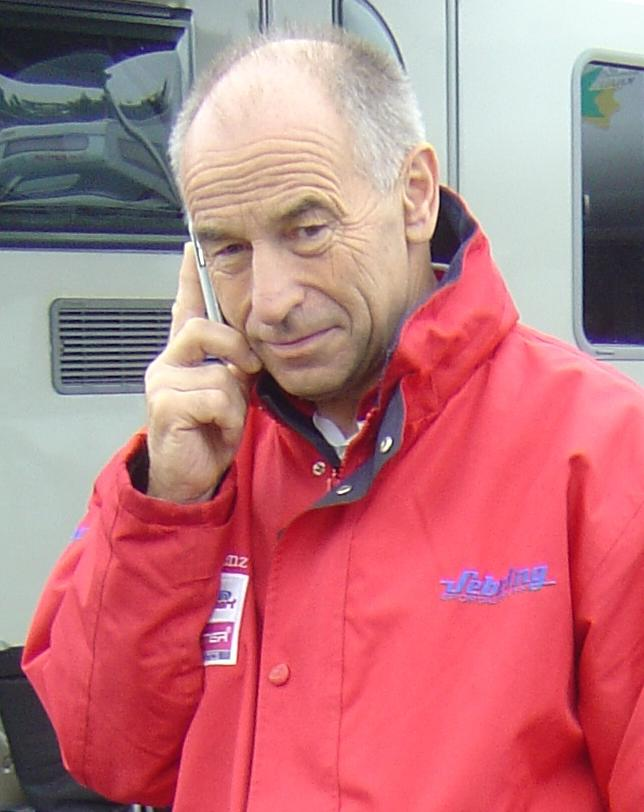
Peter Mücke (* 1946)

- Mucke, Richard (1846–1925), deutscher Geograph und Ethnologe
- Mücke, Stefan (* 1969), deutscher American-Football-Spieler
- Mücke, Stefan (* 1981), deutscher Automobilrennfahrer
- Mücke, Ulrich (* 1965), deutscher Historiker
- Mücke, Willibald (1904–1984), deutscher Politiker (SPD), MdB
- Mücke, Willy (1888–1968), deutscher Admiralarzt der Kriegsmarine
- Mucke-Wittbrodt, Helga (1910–1999), deutsche Ärztin und Politikerin (DFD), MdV, Ärztliche Direktorin des DDR-Regierungskrankenhauses
- Muckel, Detlef (* 1970), deutscher Filmemacher
- Muckel, Johann (1814–1882), deutscher Wilddieb
- Muckel, Peter (1872–1943), deutsches Modell der Düsseldorfer Kunstszene, Obdachloser
- Muckel, Stefan (* 1961), deutscher Jurist und Hochschullehrer
- Muckel, Stephan (* 1980), deutscher Politiker (CDU)
- Mückel, Ute (* 1967), deutsche Triathletin
- Muckel, Viktor (1904–1981), deutscher Jurist, NSDAP-Gauamtsleiter und Verlagsdirektor
- Muckelt, Ethel (1885–1953), britische Eiskunstläuferin
- Mückenberger, Christiane (1928–2025), deutsche Filmwissenschaftlerin
- Mückenberger, Erich (1910–1998), deutscher Politiker (SPD, SED), MdV, Mitglied des Politbüros des ZK der SED und Vorsitzender der Zentralen Parteikontrollkommission in der DDR (1972–1989)Erich Mückenberger (1910–1998)

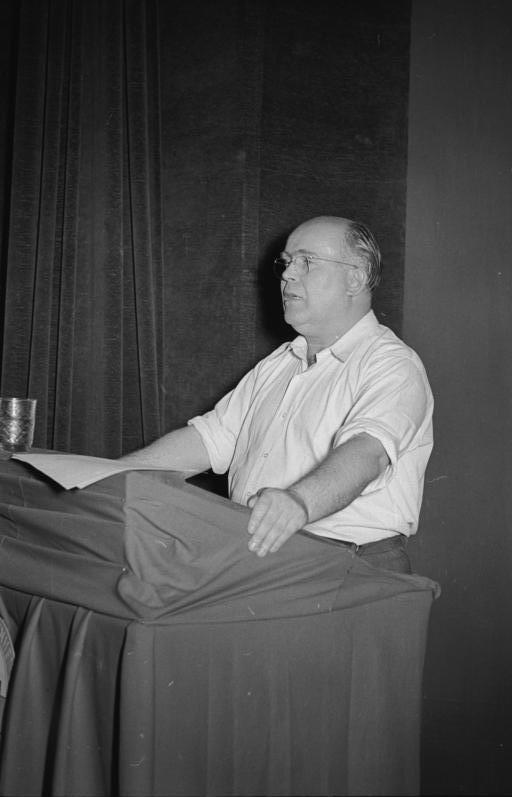
Erich Mückenberger (1910–1998)

- Mückenberger, Hilmar (1855–1937), deutscher Volksmusikant und Mundartdichter
- Mückenberger, Joachim (1926–2020), deutscher Kulturwissenschaftler und Kulturpolitiker
- Mückenberger, Ulrich (* 1944), deutscher Jurist, Professor für Arbeitsrecht und Sozialrecht
- Mückenbrunn, Henryk (1903–1956), polnischer Skisportler
- Muckenfuß, Harald (* 1951), deutscher Faustball-Trainer
- Muckenhammer, Dieter (* 1981), österreichischer Fußballschiedsrichter
- Muckenhaupt, Manfred (* 1946), deutscher Erziehungs- und Medienwissenschaftler
- Muckenhaupt, Paul (1901–1977), deutscher Politiker (SPD), Mitglied der Stadtverordnetenversammlung von Groß-Berlin
- Mückenhausen, Eduard (1907–2005), deutscher Bodenkundler
- Mückenheim, Ferdinand, deutscher Fußballspieler
- Mückenheim, Wilhelm (1887–1922), deutscher Wilderer
- Mückenheim, Wolfgang (* 1949), deutscher Physiker und Hochschuldozent
- Muckenhuber, Peter (* 1955), österreichischer Radrennfahrer
- Muckenschnabl, Herbert (* 1947), deutscher Maler und Grafiker
- Mucker, Max (1876–1960), deutscher Politiker (SPD, USPD, SED) und Mitglied der Sächsischen Volkskammer bzw. (1919–1933)
- Muckermann, Friedrich (1883–1946), deutscher katholischer Publizist, JesuitFriedrich Muckermann (1883–1946)

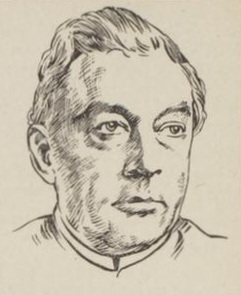
Friedrich Muckermann (1883–1946)

- Muckermann, Hermann (1877–1962), deutscher Biologe und Jesuit
- Muckermann, Ludwig (1899–1976), deutscher Kaufmann und Diplomat
- Muckermann, Richard (1891–1981), deutscher Politiker (Zentrum, CDU), MdL, MdB
- Mückl, Stefan (* 1970), deutscher Rechtswissenschaftler, römisch-katholischer Geistlicher
- Muckle, Friedrich (1883–1942), deutscher Nationalökonom
- Mückler, Hermann (* 1964), österreichischer Ethnologe
- Muckler, John (1934–2021), kanadischer Eishockeyspieler, -trainer und General Manager
- Mücklich, Frank (* 1959), deutscher Werkstoffwissenschaftler und Professor an der Universität des Saarlandes
- Mücklich, Rolf (1927–1979), deutscher Fußballspieler (DDR)
- Mücklich-Heinrich, Ute (* 1960), deutsche Politikerin (CDU), MdL
- Mucks, Arlie (1891–1967), US-amerikanischer Diskuswerfer und Kugelstoßer
- Mücksch, Andreas (* 1962), deutscher Komponist und Kirchenmusiker
- Mücksch, Klaus-Dieter (1935–2006), deutscher Kirchenmusiker
- Mucksch, Norbert (* 1960), deutscher Sozialarbeiter, Pastoralpsychologe (DGfP) und Supervisor (DGSv)
- Mückstein, Eva (* 1958), österreichische Politikerin (GRÜNE), Abgeordnete zum Nationalrat
- Mückstein, Katharina (* 1982), österreichische Filmregisseurin und Drehbuchautorin
- Mückstein, Wolfgang (* 1974), österreichischer Arzt und Politiker (Die Grünen)Wolfgang Mückstein (* 1974)

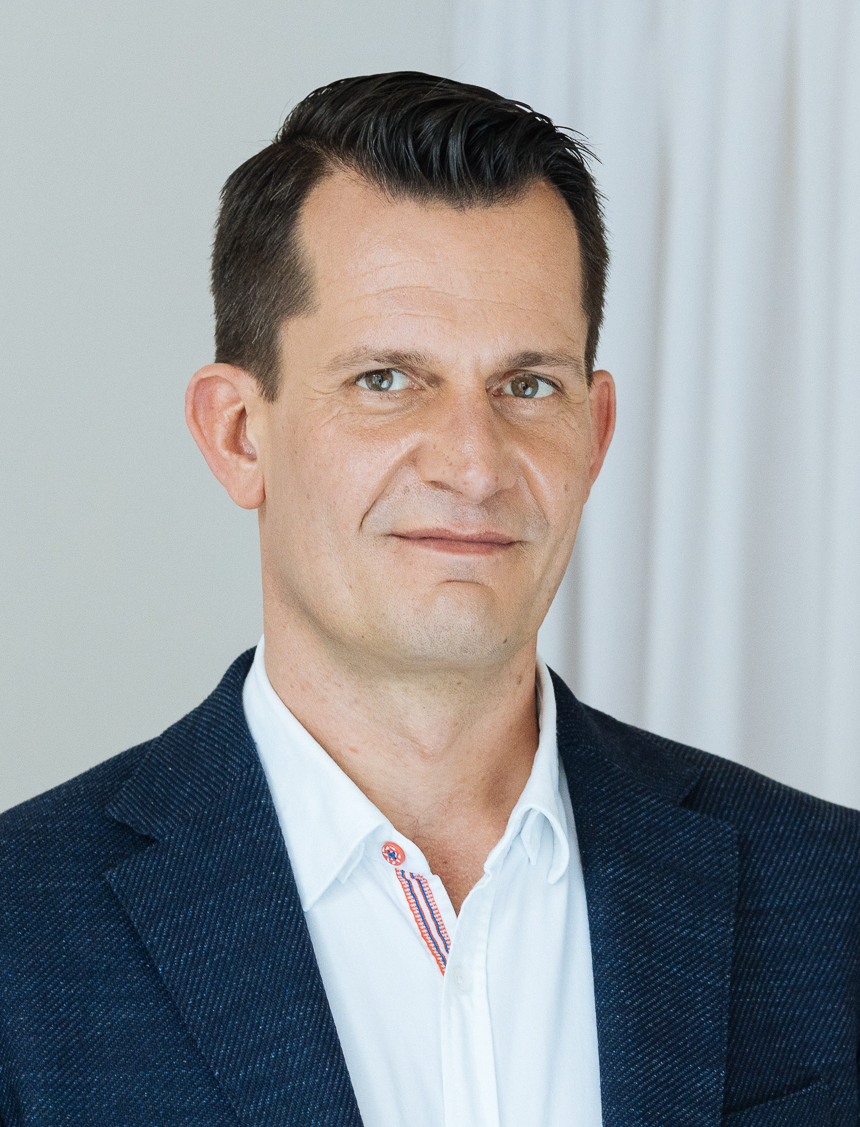
Wolfgang Mückstein (* 1974)

- Mückter, Heinrich (1914–1987), deutscher Mediziner, Pharmakologe und Chemiker
- Mückusch und Buchberg, Franz von (1749–1837), österreichischer Naturwissenschaftler und Botaniker

### Mucl
- Muclingerová, Lenka (* 1987), tschechische Skilangläuferin und Biathletin

### Muco
- Mucolli, Agon (* 1998), dänisch-albanischer Fußballspieler
- Muçolli, Arbnor (* 1999), albanisch-dänischer Fußballspieler

### Mucz
- Muczynski, Robert (1929–2010), US-amerikanischer Komponist und Pianist